# Veenkoepel

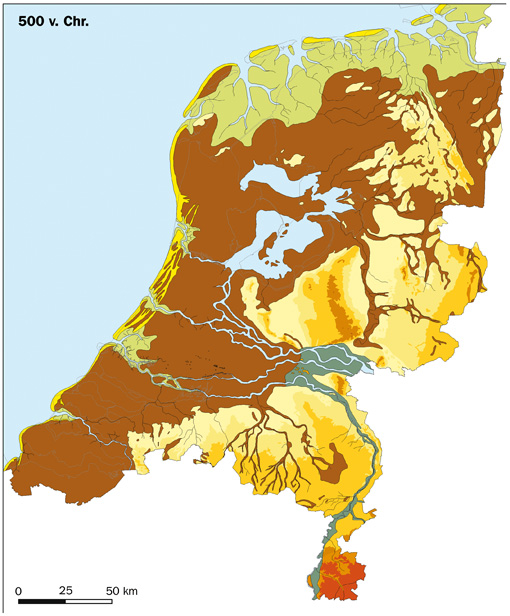
500 v. Chr.: Het grootste deel van Nederland bestaat uit veenmoeras (bruin op de kaart)

Veenkoepels of veenbulten waren natuurlijke verhogingen in het veenlandschap.
De eerste boeren waren hier relatief veilig bij overstromingen. Waar deze koepels door waterspiegelstijging onder water zijn komen te liggen spreekt men van verdronken hoogveen. Na het ontwateren van de veenlanden vanwege de ontginning van hoogveen voor landbouw in de Middeleeuwen verdwenen door inklinking en turfwinning de veenkoepels.

## Hoogveen
In de uitgestrekte Hollandse moerassen achter de duinen was de invloed van de zee en de rivieren vrij gering. Ze lagen op behoorlijke afstand van de Maas, de Oude Rijn en de Zuiderzee. Afgestorven planten die in het water niet verteerden (onder andere van riet en zegge, maar vooral veenmossen) vormden op het zand in honderden jaren de zogenaamde veenkoepels: hoogveenkussens met een doorsnede van tien tot vijftien kilometer. Verder landinwaarts waren ze minder hoog, doordat ze daar wegzakten in de slappe ondergrond.

## Ontginning
De eerste boeren vestigden zich 2500 jaar geleden op de hoger gelegen plaatsen. Voor grootschaliger agrarisch gebruik werden deze gebieden in de hoge middeleeuwen steeds vaker ontgonnen. Om de grond geschikt te maken voor landbouw moest het grondwaterpeil worden verlaagd. Daarom werden sloten gegraven. Het water werd afgevoerd via veenriviertjes zoals de Schie, de Gouwe, de Amstel, de Vecht en de Rotte.

## Inklinking
Door de ontginning werd veel water onttrokken aan de bodem. De veengrond werd blootgesteld aan de lucht, waardoor ze oxideerde en verdroogde. Door de verlaagde grondwaterspiegel klonk het veen steeds meer in, met bodemdaling als gevolg. In het begin leek dit nog niet zo erg, want de veenkoepels waren hoog genoeg. Ten slotte daalde het land echter zover, dat het toch weer te nat werd voor akkerbouw.